# Berik (koning)
Berik, ook wel Berig (ca. 160 v.Chr.) was een legendarische koning van de Goten, nog voor de splitsing in de Visigoten, Ostrogoten en Gepiden. Hij was de zoon van Hwala en werd opgevolgd door zijn zoon Giuki.
Onder Berik verlieten de Goten Scandinavië en vestigden zich aan de Poolse kust bij de monding van de Weichsel. Het land waarin zij aankwamen gaven ze de naam Gotiskandza. Zij verdreven de Rugiërs, de oorspronkelijke bewoners, uit hun nederzettingen en vestigden zich in hun woonplaatsen. Ook hun buren, de Vandalen, werden verslagen en onderworpen.

## bronnen
- Jordanes, Gotisch geschiedschrijver